# Pensionsschwein
Als Pensionsschweine wurden während des Ersten Weltkriegs Hausschweine bezeichnet, die offiziell städtischen Einwohnern zur Sicherung der Selbstversorgung mit Fleisch gehörten, aber zur Umgehung von Bewirtschaftungsbestimmungen auf dem Land aufgezogen wurden. In diesen Zusammenhang gehören auch die Begriffe Balkon-, Keller- oder Salonschwein.

## Geschichte
Zur Ergänzung der während des Ersten Weltkriegs über Bezugsscheine erhältlichen geringen Fleischmengen nahm die Bedeutung der Selbstversorgung auch in den Städten in Deutschland deutlich zu. Erhebliche Bedeutung hatte die Kleinviehhaltung, etwa von Geflügel oder Kaninchen.
Daneben nahm auch die Haltung von Schweinen stark zu. Die Zahl der Hausschlachtungen wuchs bis Sommer 1916 stark an. Seither wurden auch private Schlachtungen genehmigungspflichtig. Die Besitzer mussten den Nachweis erbringen, dass die Tiere mindestens sechs Wochen im eigenen Haushalt gehalten worden waren.
Einige Stadtbewohner kauften schon gemästete Schweine auf dem Land und versuchten sie zu Hause irgendwie durchzufüttern – diese Tiere wurden als Keller-, Balkon- oder Salonschweine bezeichnet.
Die Möglichkeit, Schweine in städtischen Haushaltungen zu halten, war aber beschränkt. Um die Bestimmungen zu umgehen, blieben die Tiere der städtischen Käufer in vielen Fällen bis zur Schlachtung auf dem Land, wurden also quasi „in Pension“ gegeben. Bei der Schlachtung wurde der mindestens sechs Wochen alte Kaufvertrag als Nachweis der sechswöchigen Eigenhaltung vorgelegt.
Diese Umgehung der Bestimmungen nahm einen Massencharakter an und löste eine politische Debatte aus. Das Pensionsschwein wurde teilweise als Ausdruck sozialer Ungleichheit betrachtet. Von sozialdemokratischer Seite wurde 1916 ein Ende der Pensionsschweinhaltung gefordert, weil diese nur den Besitzenden die Möglichkeit gäbe, zusätzliches Fleisch über die offiziellen Rationen hinaus zu erhalten. Dagegen argumentierten landwirtschaftliche Interessenvertreter. Sie sahen in den Pensionsschweinen und der Erleichterung von Hausschlachtungen eine Möglichkeit, die Fleischproduktion insgesamt zu steigern.
Letztlich setzte sich die kritische Haltung durch. Im Mai 1917 wurde bestimmt, dass die Zeit der Haltung im Haushalt zwölf statt sechs Wochen betragen musste. Die Haltung von Schweinen in städtischen Haushaltungen ging daraufhin stark zurück. Nur noch relativ wenige, wohlhabende Haushaltungen waren in der Lage, über einen so langen Zeitraum ihre Schweine unterzubringen.